# Danh sách nhạc phẩm quán quân năm 2020 (Ý)
Dưới đây là danh sách những đĩa đơn và album quán quân trên bảng xếp hạng của Ý trong năm 2020. Bảng xếp hạng đĩa đơn và album được tổng hợp bởi Liên đoàn Công nghiệp âm nhạc Ý (FIMI).

## Lịch sử xếp hạng
| Ấn bản ngày | Bài hát                 | Nghệ sĩ                                                          | Ng.    | Album                                                | Nghệ sĩ                     | Ng.    |
| ----------- | ----------------------- | ---------------------------------------------------------------- | ------ | ---------------------------------------------------- | --------------------------- | ------ |
| 3 tháng 1   | "Blun7 a Swishland"     | Tha Supreme                                                      | [ 1 ]  | 23 6451                                              | Tha Supreme                 | [ 2 ]  |
| 10 tháng 1  | "Blun7 a Swishland"     | Tha Supreme                                                      | [ 3 ]  | Cip!                                                 | Brunori Sas                 | [ 4 ]  |
| 17 tháng 1  | "Boogieman"             | Ghali hợp tác với Salmo                                          | [ 5 ]  | Cip!                                                 | Brunori Sas                 | [ 6 ]  |
| 24 tháng 1  | "Calmo"                 | Shiva và Tha Supreme                                             | [ 7 ]  | ReAle                                                | J-Ax                        | [ 8 ]  |
| 31 tháng 1  | "Chance"                | Shiva hợp tác với Capo Plaza                                     | [ 9 ]  | ReAle                                                | J-Ax                        | [ 10 ] |
| 7 tháng 2   | "Fai rumore"            | Diodato                                                          | [ 11 ] | Sanremo 2020                                         | Nhiều nghệ sĩ               | [ 12 ] |
| 14 tháng 2  | "Fai rumore"            | Diodato                                                          | [ 13 ] | Il Fantadisco dei Me contro Te: canta con Luì e Sofì | Me contro Te                | [ 14 ] |
| 21 tháng 2  | "Good Times"            | Ghali                                                            | [ 15 ] | DNA                                                  | Ghali                       | [ 16 ] |
| 28 tháng 2  | "Bando"                 | Anna                                                             | [ 17 ] | Il Fantadisco dei Me contro Te: canta con Luì e Sofì | Me contro Te                | [ 18 ] |
| 6 tháng 3   | "Bando"                 | Anna                                                             | [ 19 ] | Garbage                                              | Nitro                       | [ 20 ] |
| 13 tháng 3  | "Bando"                 | Anna                                                             | [ 21 ] | DNA                                                  | Ghali                       | [ 22 ] |
| 20 tháng 3  | "Blinding Lights"       | The Weeknd                                                       | [ 23 ] | After Hours                                          | The Weeknd                  | [ 24 ] |
| 27 tháng 3  | "Auto blu"              | Shiva và Eiffel 65                                               | [ 25 ] | Gigaton                                              | Pearl Jam                   | [ 26 ] |
| 3 tháng 4   | "Auto blu"              | Shiva và Eiffel 65                                               | [ 27 ] | Persona                                              | Marracash                   | [ 28 ] |
| 10 tháng 4  | "Le feste di Pablo"     | Cara và Fedez                                                    | [ 29 ] | Persona                                              | Marracash                   | [ 30 ] |
| 17 tháng 4  | "Auto blu"              | Shiva và Eiffel 65                                               | [ 31 ] | Persona                                              | Marracash                   | [ 32 ] |
| 24 tháng 4  | "Bando (Remix)"         | Anna, Madman và Gemitaiz                                         | [ 33 ] | Persona                                              | Marracash                   | [ 34 ] |
| 1 tháng 5   | "Good Times"            | Ghali                                                            | [ 35 ] | DNA                                                  | Ghali                       | [ 36 ] |
| 8 tháng 5   | "Pussy"                 | Dark Polo Gang và Tony Effe hợp tác với Lazza và Salmo           | [ 37 ] | Dark Boys Club                                       | Dark Polo Gang              | [ 38 ] |
| 15 tháng 5  | "Spigoli"               | Carl Brave, Mara Sattei và Tha Supreme                           | [ 39 ] | Dark Boys Club                                       | Dark Polo Gang              | [ 40 ] |
| 22 tháng 5  | "Mediterranea"          | Irama                                                            | [ 41 ] | Elo                                                  | DrefGold                    | [ 42 ] |
| 29 tháng 5  | "Mediterranea"          | Irama                                                            | [ 43 ] | Chromatica                                           | Lady Gaga                   | [ 44 ] |
| 5 tháng 6   | "Mediterranea"          | Irama                                                            | [ 45 ] | Vita Vera Mixtape                                    | Tedua                       | [ 46 ] |
| 12 tháng 6  | "M' Manc"               | Shablo, Geolier và Sfera Ebbasta                                 | [ 47 ] | Vita Vera Mixtape: Aspettando La Divina Commedia     | Tedua                       | [ 48 ] |
| 19 tháng 6  | "Mediterranea"          | Irama                                                            | [ 49 ] | Gemelli                                              | Ernia                       | [ 50 ] |
| 26 tháng 6  | "Karaoke"               | Boomdabash và Alessandra Amoroso                                 | [ 51 ] | Mr. Fini                                             | Gué Pequeno                 | [ 52 ] |
| 3 tháng 7   | "Karaoke"               | Boomdabash và Alessandra Amoroso                                 | [ 53 ] | Mr. Fini                                             | Gué Pequeno                 | [ 54 ] |
| 10 tháng 7  | "Karaoke"               | Boomdabash và Alessandra Amoroso                                 | [ 55 ] | Mr. Fini                                             | Gué Pequeno                 | [ 56 ] |
| 17 tháng 7  | "Karaoke"               | Boomdabash và Alessandra Amoroso                                 | [ 57 ] | J                                                    | Lazza                       | [ 58 ] |
| 24 tháng 7  | "A un passo dalla Luna" | Rocco Hunt và Ana Mena                                           | [ 59 ] | 1990                                                 | Achille Lauro               | [ 60 ] |
| 31 tháng 7  | "A un passo dalla Luna" | Rocco Hunt và Ana Mena                                           | [ 61 ] | Vita Vera Mixtape: Aspettando La Divina Commedia     | Tedua                       | [ 62 ] |
| 7 tháng 8   | "A un passo dalla Luna" | Rocco Hunt và Ana Mena                                           | [ 63 ] | Mr. Fini                                             | Gué Pequeno                 | [ 64 ] |
| 14 tháng 8  | "A un passo dalla Luna" | Rocco Hunt và Ana Mena                                           | [ 65 ] | Mr. Fini                                             | Gué Pequeno                 | [ 66 ] |
| 21 tháng 8  | "A un passo dalla Luna" | Rocco Hunt và Ana Mena                                           | [ 67 ] | Mr. Fini                                             | Gué Pequeno                 | [ 68 ] |
| 28 tháng 8  | "A un passo dalla Luna" | Rocco Hunt và Ana Mena                                           | [ 69 ] | Crepe                                                | Irama                       | [ 70 ] |
| 4 tháng 9   | "A un passo dalla Luna" | Rocco Hunt và Ana Mena                                           | [ 71 ] | Buongiorno                                           | Gigi D'Alessio              | [ 72 ] |
| 11 tháng 9  | "A un passo dalla Luna" | Rocco Hunt và Ana Mena                                           | [ 73 ] | Padre figlio e spirito                               | FSK Satellite               | [ 74 ] |
| 18 tháng 9  | "A un passo dalla Luna" | Rocco Hunt và Ana Mena                                           | [ 75 ] | 17                                                   | Emis Killa và Jake La Furia | [ 76 ] |
| 25 tháng 9  | "Superclassico"         | Ernia                                                            | [ 77 ] | 17                                                   | Emis Killa và Jake La Furia | [ 78 ] |
| 2 tháng 10  | "Altalene"              | Bloody Vinyl, Slait, Tha Supreme hợp tác với Mara Sattei và Coez | [ 79 ] | BV3                                                  | Bloody Vinyl                | [ 80 ] |
| 9 tháng 10  | "Superclassico"         | Ernia                                                            | [ 81 ] | BV3                                                  | Bloody Vinyl                | [ 82 ] |
| 16 tháng 10 | "Superclassico"         | Ernia                                                            | [ 83 ] | BV3                                                  | Bloody Vinyl                | [ 84 ] |
| 23 tháng 10 | "Bottiglie privè"       | Sfera Ebbasta                                                    | [ 85 ] | Letter to You                                        | Bruce Springsteen           | [ 86 ] |
| 30 tháng 10 | "Bottiglie privè"       | Sfera Ebbasta                                                    | [ 87 ] | Zerosettanta - Volume 2                              | Tattica Indipendenti        | [ 88 ] |